# قسم كبغان الريفي (مقاطعة دشتي)
قسم كبغان الريفي (بالفارسية: دهستان کبگان) هي قسم تقع في إيران في Kaki District. يقدر عدد سكانها بـ 4,850 نسمة .